# Nik Henigman
Nik Henigman (* 4. Dezember 1995 in Ribnica) ist ein slowenischer Handballspieler. Der 2,00 m große Linksaußen spielt seit 2024 für den französischen Erstligisten C’ Chartres Métropole Handball und steht zudem im Aufgebot der slowenischen Nationalmannschaft.

## Karriere

### Verein
Nik Henigman lernte das Handballspielen beim slowenischen Verein RD Ribnica, für den er ab 2012 in der 1. slowenischen Liga auflief. Mit dem Team aus Ribnica belegte er in den Spielzeiten 2015/16 und 2016/17 den dritten Platz sowie 2017/18 den zweiten Platz. Im EHF-Pokal kam man 2016/17 in die Gruppenphase. Ab Sommer 2018 stand Henigman beim ungarischen Erstligisten Pick Szeged unter Vertrag. Mit Szeged wurde der linke Außenspieler 2021 und 2022 ungarischer Meister sowie 2019 ungarischer Pokalsieger. In der EHF Champions League erreichte die Mannschaft 2018/19 das Viertelfinale.
Ab 2022 lief Henigman für den französischen Verein Saint-Raphaël Var Handball in der ersten französischen Liga, der Starligue, auf. Zur Saison 2024/25 wechselte er zum Ligakonkurrenten C’ Chartres Métropole Handball.

### Nationalmannschaft
Mit der slowenischen Nationalmannschaft nahm Henigman an den Olympischen Spielen 2016 in Rio de Janeiro teil, wo Slowenien den sechsten Platz belegte. Bei der Weltmeisterschaft 2017 gewann er mit Slowenien die Bronzemedaille. Zudem stand er im Aufgebot für die Europameisterschaften 2018, 2020 und 2022 sowie für die Weltmeisterschaft 2021.
Bisher bestritt er 88 Länderspiele, in denen er 119 Tore erzielte. Bei der Weltmeisterschaft 2025 warf er drei Tore in drei Spielen und belegte mit dem Team den 13. Platz.